# Clive Griffin
Pour les articles homonymes, voir Griffin.
Clive Griffin est un auteur-compositeur-interprète britannique, surtout connu pour son duo à succès, When I Fall in Love avec la chanteuse Céline Dion.

## Biographie
Enfant, il participe pour Cadbury Fudge au jingle A finger of Fudge is just enough composé par Mike d'Abo. En 1973, il tient le rôle du fils de Trench dans la série télévisée britannique policière Z-Cars, épisode Pieces.
En 1989, Richard Niles le rencontre et il produit et coécrit son premier album Step By Step. Celui-ci se vend à 10 000 exemplaires au Royaume-Uni dans les années 1980, celui-ci contient plusieurs singles Head Above Water, Don't Make Me Wait, The Way We Touch et Be There dont les chœurs sont assurés par James Ingram.
En 1990, il participe à l'album Blue Movies du groupe Bandzilla.
Son deuxième album Inside Out, principalement écrit par Richard Niles et Clive Griffin, ne rencontre pas le même succès. Les titres I'll Be Waiting et Reach For The Top sont les seuls à entrer dans les classements. Ceci entraîne la fin de son contrat avec Phonogram. En 1992, il entame une tournée avec Eric Clapton, avant de signer un contrat d'enregistrement américain avec Sony Music et sort un album éponyme en 1993.
Son troisième album contient la chanson Commitment Of The Heart écrite par Diane Warren, We Don't Know How To Say Goodbye et Sexual écrite par le chanteur lui-même. Le single When I Fall in Love, chanté en duo avec Céline Dion, est la pièce maîtresse de la musique de film Nuits blanches à Seattle, certifié 3×platine aux États-Unis. La chanson reçoit le Grammy Award pour Best Instrumental Arrangement Accompanying Vocalist(s).
L'album s’avère être son dernier, et mis à part une participation chantée sur le titre You're The One For Me de Preluxe, il n'apparait que sur les sessions de travail d'autres musiciens, notamment Never Forget de Take That et Your Disco Needs You de Kylie Minogue.

## Discographie

### Singles
- 1988 : The Way We Touch
- 1988 : Don't Make Me Wait - UK #99
- 1989 : Be There - UK #76
- 1989 : Head Above Water - UK #60
- 1991 : Reach For The Top - UK #80[6]
- 1991 : I'll Be Waiting - UK #56[7]
- 1993 : When I Fall in Love - NZ #22[8], U.S.A. #23[9], Nl #37[10], Aus #93
- 1994 : Commitment Of The Heart - U.S.A. #96
- 1994 : We Don't Know How To Say Goodbye
- 1998 : You're The One For Me - Preluxe ft Clive Griffin[11]